# Casatella trevigiana
La Casatella trevigiana è un formaggio di tipo fresco e a pasta molle, preparato con latte vaccino pastorizzato, tipico della provincia di Treviso, riconosciuto con denominazione di origine protetta (Reg. CE n. 487 del 02.06.08, GUCE L. 143 del 03.06.08).

## Storia
II nome Casatella deriva dal termine Casáda, espressione dialettale trevisana che indica i prodotti realizzati in casa. Le prime testimonianze dell'esistenza di questo formaggio risalgono al 1700, precisamente alla Repubblica Veneziana, dove le massaie lavoravano il poco latte disponibile soprattutto nel periodo invernale, quando il latte risultava più grasso e migliore.

## Procedimento di produzione
Il latte viene pastorizzato e acidificato, la coagulazione avviene mediante l'uso di caglio di vitello. Dopo l'estrazione, la pasta viene inserita in stampi cilindrici, successivamente trasferiti in locali di stufatura. Una volta raggiunto il giusto grado di acidificazione, si procede alla salatura, che avviene in caldaia a secco o in salamoia. Il formaggio ottenuto è a forma cilindrica, dalla pasta lucida lievemente mantecata, dal colore bianco latte. La crosta è assente.

## Zona di produzione
La Casatella trevigiana viene prodotta esclusivamente nella provincia di Treviso.

## Abbinamenti
Questo formaggio può essere consumato da solo, spalmato sul pane o sulla polenta, oppure utilizzato come ingrediente per piatti di carne e di pesce.